# Kamerarückwand

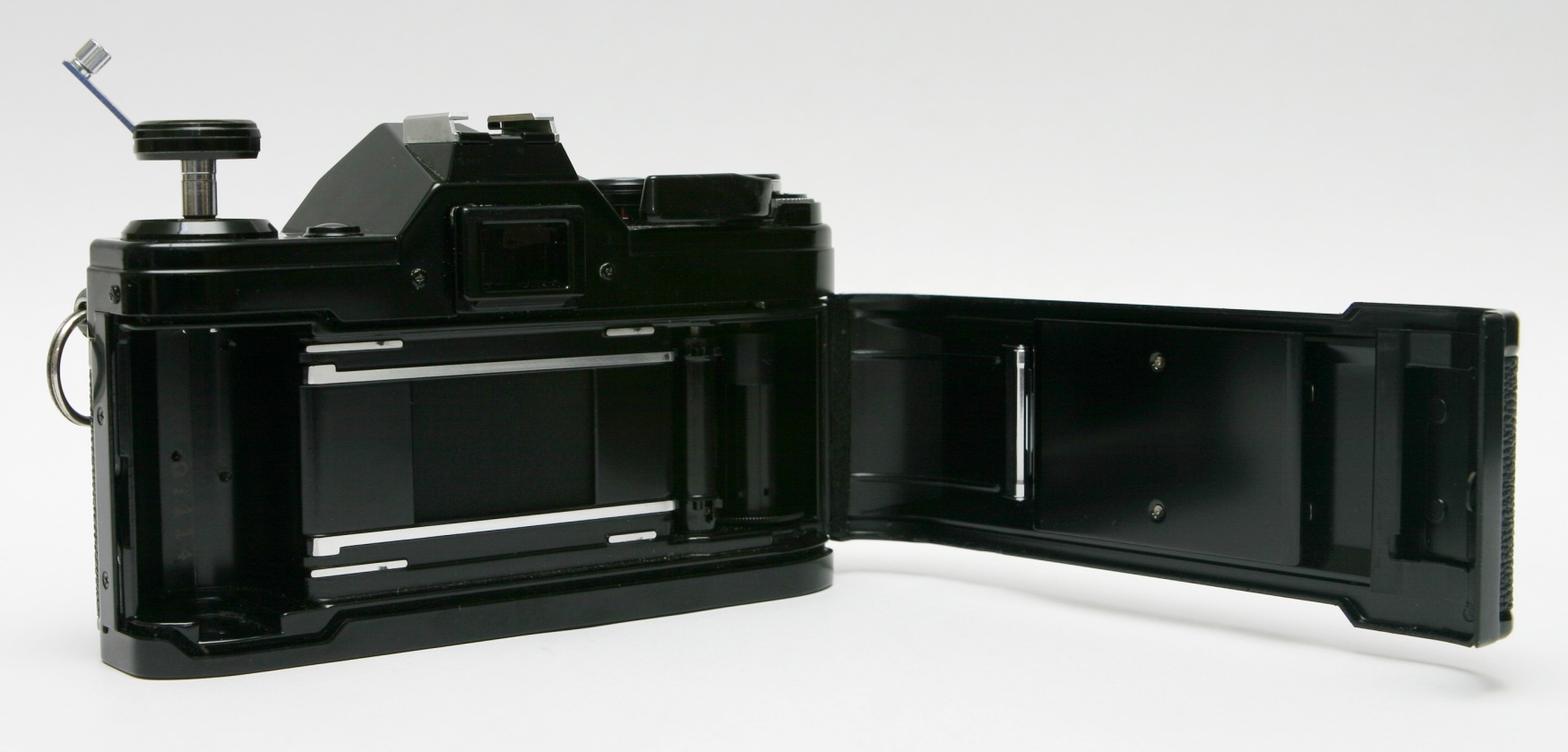
Eine Canon AE-1 mit geöffneter Kamerarückwand

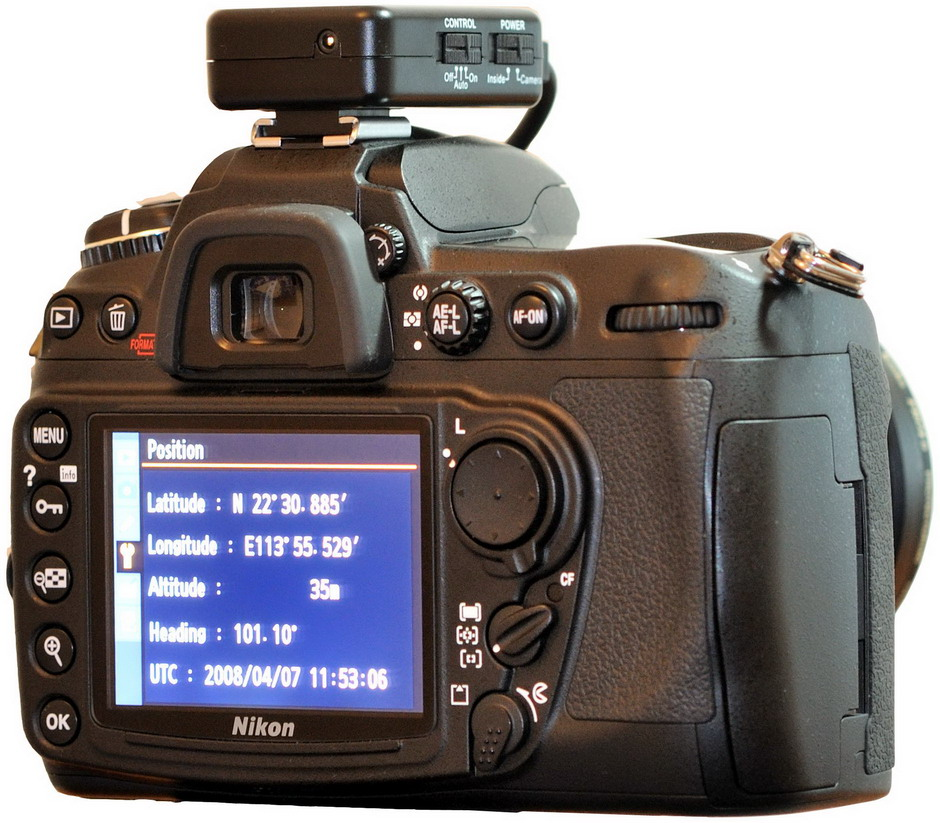
Eine digitale Kamerarückwand mit GPS-Display

Die Kamerarückwand ist ein Bauteil bei Kameras; eine Klappe oder ein abziehbares Teil, die sich in der Regel an der objektivabgewandten Seite befindet und die Zugang zum Film- und Verschluss-Kompartiment der Kamera bietet. Durch Öffnen der Rückwand ist der Filmhalter und der Aufspulmechanismus zugänglich, so dass Filme eingelegt und entnommen werden können. Die Kamerarückwand verfügt zudem über einen in der Regel gefederten Andruckmechanismus zum Pressen des eingelegten Films in eine definierte Position am Verschlussfenster. Die Ausführung dieses Mechanismus ist wichtig für die möglichst optimale Planlage des Films, welche die Schärfe über den gesamten Bildbereich sicherstellt.
Als Bestandteil von Kamerasystemen hat die Rückwand vor allem als abnehmbare Kamerarückwand Bedeutung erlangt, wo eine Standardrückwand durch solche mit speziellen Funktionen ersetzt werden kann, wie ein Langfilmmagazin, eine Datenrückwand (zur Einbelichtung verschiedener Informationen auf den Film), eine Steuerrückwand zur Abschaltung der Filmrückspulung (z. B. bei der Nikon F2), oder auch eine digitale Kamerarückwand.
Begrifflich zu unterscheiden ist von der Rückwand das Filmmagazin von Mittelformatkameras, das zwar ebenfalls an die Kamera angesetzt wird, aber zusätzlich noch die Mechanik für die Filmhalterung und den Filmtransport enthält.